# Batrachorhina katangensis
Batrachorhina katangensis là một loài bọ cánh cứng trong họ Cerambycidae.